# María Seguí Gómez
María Seguí Gómez (Barcelona, 4 de setembre de 1967) va ser directora de la Direcció general de trànsit entre febrer de 2012 i juliol de 2016. Va substituir en el càrrec a Pere Navarro Olivella al febrer de 2012. El 22 de juliol de 2016 va dimitir del càrrec en veure's involucrada en un presumpte cas de corrupció que posteriorment es va demostrar fals.

## Biografia
És llicenciada en Medicina i Cirurgia General per la Universitat de Barcelona, on posteriorment també va realitzar un màster en Salut Pública. Posseeix també màster i doctorat en Ciències en Política Sanitària per la Universitat Harvard, becada per l'Obra Social de la Fundació La Caixa.
Va exercir de professora titular a la Universitat de Navarra, on presidia el European Center for Injury Prevention fins que a la fi de 2011 va ser nomenada directora general de Salut Pública, Drogodependència i Consum per la presidenta de Castella-la Manxa. Només uns mesos després, al febrer de 2012, és nomenada directora general de la Dirección General de Tráfico.

### Gestió de la Dirección General de Tráfico
El 19 de juliol de 2016 el Ministeri de l'Interior d'Espanya va iniciar una recerca sobre una assignació de fons a projectes de recerca que la DGT havia concedit a la Universitat de Saragossa, entitat on treballava el seu marit. L'assignació, amb una quantitat de 49.950 euros en un any, es va realitzar sense concurs públic per a projectes de recerca sobre el trànsit.
Davant aquests fets, tres dies després va dimitir del seu càrrec. El Govern d'Espanya, per mitjà del seu portaveu Soraya Sáenz de Santamaría, va agrair el seu treball en la «important reducció de la sinistralitat». Les xifres oficials mostren el menor numero de morts fin ara durant el seu mandat (2012: 1903 morts; 2013: 1680 morts; 2014: 1688 morts; 2015: 1689 morts) en l'Anuari Oficial Estadistc de la Dirección General de Tráfico.
El març de 2017 l'Oficina de Conflictes d'Interessos del Ministeri d'Hisenda va determinar que no existia infracció en l'adjudicació dels contractes citats al no existir constància que el seu marit es beneficiés d'ells, procedint a l'arxivament de l'expedient.